# EcoDrive-System
EcoDrive-Systeme, auch „grüne Telematik“ genannt, gehören zu der Gruppe der Telematiksysteme. Der wesentliche Unterschied zu reinen Telematik-Systemen und die Besonderheit der EcoDrive-Systeme sind die Fahrverhaltensunterstützung sowie die dadurch erzielbaren Kraftstoffeinsparungen. Der Einsatz von EcoDrive-Systemen ist insbesondere bei Flottenunternehmen lohnend, aufgrund des enormen Treibstoffverbrauchs und der hohen Fahrzeuganzahl. Unternehmen aus den Bereichen ÖPNV, Busreiseverkehr, Entsorgungsbereich und Gütertransport nutzen EcoDrive-Systeme zur Reduktion der Treibstoffkosten. Insgesamt kann der Treibstoffverbrauch so um bis zu 12 % gesenkt werden. Zudem lassen sich mit dieser Telematiklösung schädliche Emissionen, insbesondere Kohlenstoffdioxid, verringern.
Mit Verfahren, wie beispielsweise kontinuierliche Rückmeldung bei frei definiertem „Fehlverhalten“, wird der Fahrer stetig an eine ökonomische und zugleich ökologische Fahrweise erinnert. Nach dem BKrQG vom 14. August 2006 ist in Deutschland eine Schulung der ökonomischen Fahrweise, das  ECO-Training, für alle Berufskraftfahrer verpflichtend. Auf die in dieser Schulung erworbenen Kenntnisse baut das EcoDrive-System auf und unterstützt somit die Nachhaltigkeit der neu erlernten Kenntnisse.